# Trolejbusy w Iwanowie
Trolejbusy w Iwanowie – system trolejbusowy funkcjonujący w mieście Iwanowo, stolicy obwodu iwanowskiego w Rosji. Został uruchomiony 4 listopada 1962 r. Składa się z 10 linii miejskich oraz jednej linii podmiejskiej do Kochmy. Operatorem jest przedsiębiorstwo Iwanowskij Passażyrskij Transport.

## Linie
Według stanu z lutego 2021 r. w Iwanowie kursowało 10 linii trolejbusowych.
| Linia | Trasa                                                        |
| ----- | ------------------------------------------------------------ |
| 1     | Żeleznodorożnyj wokzał ↔ ul. 3-ja Sosniewskaja               |
| 2     | Żeleznodorożnyj wokzał ↔ ul. 1-ja Sanatornaja                |
| 3     | Żeleznodorożnyj wokzał ↔ Awtowokzał ↔ Żeleznodorożnyj wokzał |
| 4     | m. Otradnoje ↔ Awtowokzał ↔ m. Otradnoje                     |
| 5     | m. Kurjanowo ↔ Miełanżewyj kombinat                          |
| 6     | Żeleznodorożnyj wokzał ↔ g. Kochma                           |
| 7     | m. Pustosz-Bor ↔ Obłastnaja dietskaja bolnica                |
| 8     | m. Afanasowo ↔ Obłastnaja bolnica                            |
| 9     | Żeleznodorożnyj wokzał ↔ Eniergieticzeskij uniwiersitiet     |
| 10    | st. Tiekstilnyj ↔ Obłastnaja bolnica                         |
| 11    | Żeleznodorożnyj wokzał ↔ Aeroportnica                        |

## Tabor
Stan z 5 lutego 2021 r.
| Zdjęcie        | Typ            | Eksploatacja od | Liczba |
| -------------- | -------------- | --------------- | ------ |
|                | ZiU-9          | 1985            | 84     |
|                | WMZ-5298.01    | 2007            | 3      |
|                | LiAZ-5280      | 2009            | 4      |
|                | WZTM-5284.02   | 2012            | 5      |
|                | Trolza-5275.07 | 2013            | 3      |
|                | UTTZ-6241-10   | 2017            | 6      |
|                | Trolza-5275.05 | 2018            | 8      |
|                | BKM-20101      | 2018            | 3      |
|                | Trolza-6206.00 | 2018            | 1      |
|                | PKTS-6281.00   | 2020            | 31     |
| Łączna liczba: | Łączna liczba: | Łączna liczba:  | 148    |